# Berks 3
Berks 3, sottotitolato They're Angry! sulla copertina originale e scritto Berks III a video, è un videogioco pubblicato nel 1985 per Commodore 16 e nel 1987 per Amstrad CPC dalla CRL Group. È uno sparatutto multidirezionale con avversari robotici, terzo titolo della serie di Berks. Uscì tra Major Blink e Baby Berks ed è l'unico titolo della serie con una componente di avventura dinamica, in quanto ambientato in un labirinto multischermo da esplorare, la Città dei Berks.
È anche l'unico gioco della serie a essere stato convertito ufficialmente ai suoi tempi per un altro sistema oltre al Commodore 16.
La versione Amstrad CPC venne pubblicata dalla The Power House, etichetta economica appartenente sempre alla CRL, e uscì con il titolo di copertina Berks. La cassetta della The Power House include anche una traccia audio, una canzone pop accreditata a H.E.X. (House Electronic Xperience).

## Modalità di gioco
Il gioco si svolge in uno scenario bidimensionale a labirinto, formato da un totale di 30 schermate che rappresentano stanze numerate, collegate da passaggi aperti nelle pareti sui bordi. Oltre ai bordi, ogni schermata può contenere alcune pareti interne di varia forma.
Il giocatore pilota un veicolo chiamato Terror Tank, quasi identico a quello del primo Berks, che può muoversi e sparare raggi in tutte le 8 direzioni, ma non può muoversi e sparare contemporaneamente. In movimento ha l'aspetto di un quadratino, quando si ferma si apre diventando leggermente più grande e assumendo una forma a X.
Lo scopo finale del gioco è raggiungere la stanza del tesoro nel santuario interno della città. È necessario raccogliere numerose chiavi sparse per lo scenario affinché si apra l'accesso alla zona del santuario, e poi ulteriori chiavi per aprire altri due passaggi a zone sempre più interne.
In ogni stanza si trovano numerosi Berk, robot umanoidi uguali a quelli del primo Berks, che vagano senza meta e si possono distruggere sparando.
Sono presenti inoltre uno o più Droni, robot che inseguono lentamente il Terror Tank e non si possono distruggere, ma solo immobilizzare temporaneamente sparandogli. I Droni puntano direttamente verso il Tank e spesso non riescono ad aggirare gli ostacoli. Inizialmente sono di forma rombica, simili a quelli del primo Berks, ma esplorando se ne incontrano di forme differenti.
Infine sono sempre presenti ammassi di piccoli blocchi multicolore che fanno da barriere fisse per ostruire passaggi importanti, o spesso circondano direttamente le chiavi. I blocchi si possono distruggere colpendoli diverse volte.
Ogni volta che si esce e rientra in una stanza i Berk distrutti vengono rigenerati e tutti i nemici ricompaiono in posizioni casuali; solo i blocchi si distruggono in modo permanente.
Si perde una vita se si tocca un Berk, un Drone o un blocco. I Berk colpiti non si disintegrano subito, ma lampeggiano per qualche istante, e sebbene si fermino, restano ancora letali finché non spariscono del tutto.
Sbattere contro le pareti causa solo una perdita di punteggio.
Altre vite si possono vincere raccogliendo i cuoricini sparsi per lo scenario, protetti dai blocchi come le chiavi.
Prima di iniziare la partita si può scegliere tra cinque livelli di difficoltà generale.